# Femtec.Alumnae
Der Femtec.Alumnae e. V. (abgekürzt: FTA) ist ein Verein von und für Frauen, die im MINT-Bereich (Mathematik, Informatik, Naturwissenschaften und Technik) berufstätig sind. Der Femtec.Alumnae e. V. repräsentiert Wissenschaftlerinnen, Ingenieurinnen und Expertinnen aus dem technischen Bereich und gibt ihnen eine Plattform für weiterführenden Austausch und gemeinsame Interessenvertretung. Er setzt sich für eine gleichberechtigte Arbeitskultur ein.

## Geschichte
Der Femtec.Alumnae e. V. wurde am 30. August 2008 gegründet. Der Alumni-Verein bestand im Juni 2023 aus über 1.000 aktiven Mitgliedern. Mitglied des Vereins können alle werden, die das 1,5-jährige Femtec.Careerbuilding-Programm durchlaufen haben oder eine gleichwertige Qualifikation vorweisen können und die Ziele des Vereins unterstützen.
Gemeinsam mit der Zonta International wurde das Mentoring-Programm des Femtec.Alumnae e. V. ins Leben gerufen.

### Motto
Frauen. Verändern. Gesellschaft.

### Vision
Die Vision des Vereins ist es in der Gesellschaft langfristig ein Umdenken zu bewirken, das zu einer individuellen und verantwortungsvollen Gestaltung des beruflichen und privaten Umfelds führt.

### Ziel
Der Femtec.Alumnae e. V. hat sich zum Ziel gesetzt, Frauen in MINT-Berufen ein Netzwerk für den Berufsweg und persönlichen Austausch, Weiterbildungsmöglichkeiten und Kontakte zu bieten. Die Mitglieder des Vereins verstehen sich als Botschafterinnen für Technik und Naturwissenschaft und engagieren sich u. a. dafür, dass mehr junge Frauen sich für ein technisch-naturwissenschaftliches Studium begeistern. Der Verein will dazu beitragen, die Karrierechancen von Frauen – gerade auch in den technisch-naturwissenschaftlichen Berufen – zu erhöhen. Er setzt sich für die bessere Vereinbarkeit von Beruf und Familie für Frauen und Männer ein.

## Vorstand

### Wahl des Vorstandes
Der Vorstand des Vereins besteht aus vier gleichberechtigten Mitgliedern. Die Wahl des Vorstands erfolgt auf der Mitgliederversammlung. In jedem Jahr werden zur Sicherstellung der Kontinuität zwei Vorstandsmitglieder von der Mitgliederversammlung nach einem rollierenden System für die Dauer von zwei Jahren gewählt.

### Jahresmotto
Jedes Jahr wird vom Vorstand ein Jahresmotto gewählt, welches den Schwerpunkt der Vereinsarbeit für das Jahr festlegt.
- 2013: Farbe bekennen
- 2014: Netzwerk leben
- 2015: Ideen anpacken – make it happen!
- 2016: Restyle – Business Culture
- 2017: Vorbild sein. Zeig wer du bist!
- 2018: Ziele einen Schritt weiter!
- 2019: Be Bold For Change
- 2020: FTAup!
- 2021: Lift to Rise. Rise to Lift.
- 2022: GROWbeyond
- 2023: SHINEbeyond

## Organisation

### Regionalgruppen
Auf lokaler Ebene organisiert sich der Verein in Regionalgruppen. Regelmäßige Stammtische, gemeinsam besuchte Vorträge oder speziell organisierte Sportevents fördern den Austausch vor Ort zwischen aktiven Femtec-Studentinnen und Alumnae. Es existieren Regionalgruppen in Aachen, Berlin, Dresden, International, NRW, Hamburg, München, Rhein-Main-Neckar, Stuttgart, Zürich.

### Arbeitsgruppen
In den Arbeitsgruppen werden die Angebote für Mitglieder entwickelt und umgesetzt, die Grundlage für Austausch gemeinsamer Interessen gelegt und die Strategie und Kommunikation des Vereins weiterentwickelt.

### Girls macht MINT
Girls macht MINT wurde 2010 vom Femtec.Alumnae e. V. ins Leben gerufen und ist seither beständig gewachsen. Angefangen hat der Verein mit dem Projekt in Stuttgart und ist mittlerweile bereits auf Berlin, Darmstadt und München ausgeweitet worden. Inzwischen haben Stand Mai 2015 schon über 150 Schülerinnen die Experimentiervormittage besucht.
Die Schülerinnen erwarten drei unterschiedliche Stationen zum selbständig „Hand anlegen“. Beim Spielen und Grübeln sollen die Schülerinnen selbst entdecken, ob ihnen das Tüfteln an MINT-Fragestellungen Spaß macht. Spiegel Online hat bereits von einer der Veranstaltungen berichtet.
Girls macht MINT wurde beim Unternehmenswettbewerb in Baden-Württemberg ausgezeichnet.

## Kooperationspartner

### Femtec GmbH
Die 2001 von der Europäischen Akademie für Frauen in Politik und Wirtschaft und der Technischen Universität Berlin gegründete Femtec GmbH bildet zusammen mit ihren Partnern ein einzigartiges Netzwerk zur Förderung von Frauen in Ingenieur- und Naturwissenschaften. Kernbestandteil hierbei ist das Careerbuilding-Programm der Femtec.
Im Femtec.Network kooperieren führende Hochschulen und international agierende Spitzenunternehmen, um Frauen gezielt auf die berufliche Praxis und auf künftige Führungsaufgaben vorzubereiten. Sie unterstützen Frauen kontinuierlich während des Studiums, beim Berufseinstieg und auf dem weiteren Karriereweg. Über das Careerbuilding-Programm hinaus bleibt die Femtec.GmbH für ihre Alumnae eine Karriereplattform mit unterschiedlichen Angeboten.

## Felicitas-Preis
Seit 2018 vergibt der Femtec.Alumnae e. V. den Felicitas-Preis, Nominierungen können durch Jury, Sponsoren und Vereinsmitglieder erfolgen. Mit dem Preis soll Frauenförderung in MINT-Berufen sichtbar gemacht werden. Er wird in den vier Kategorien Role Model MINT & Science, Role Model Leadership, Empowering Person und Empowering Organisation vergeben. Laut Rosa Meckseper, Vorstandsmitglied des Femtec.Alumnae e. V. soll „der Felicitas-Preis [...] nicht nur die Preisträgerinnen würdigen, sondern Mädchen und jungen Frauen bewusst machen, dass Frauen und Technik durchaus gut zusammen passen.“
Die Namensgeberin des Preises Felicitas steht im Lateinischen für Glück und Erfolg – und soll ein Symbol für die Tatkraft moderner Frauen sein, die mit komplexen Projekten reüssieren und mit ihrer Umsetzungsstärke unsere Gesellschaft in vielen Bereichen voranbringen. Damit inspirieren und bestärken sie nachfolgende Generationen. Vor allem auch durch herausragende Projekte, die ein langfristiges Umdenken über Frauen und ihre Rollen in unserer Gesellschaft bewirken.

### Preisträgerinnen
- 2018: Christine Regitz, Phoebe Kebbel, Helga Lukoschat, Femtec.GmbH
- 2020: Cawa Younosi, Isabelle Hoyer, Luise Kranich
- 2021: Mai Thi Nguyen-Kim, Janina Kugel, Sylvia Thun
- 2022: Tuesday Porter, Fränzi Kühne, Lydia Kaiser
- 2023: Christian Bruch, Karen Florschütz, Karla Schönicke[5]
- 2024: DLR Women+ in Science and Technology, Natascha Hoffner, Viola Klein[6]

## Engagementpreis
Jährlich wird mit Unterstützung eines Partnerunternehmens des Femtec-Netzwerkes ein Preis für besonderes Engagement für „Frauen Karrieren in MINT-Bereichen“ durch die Femtec.GmbH vergeben. Die Preis-Trägerinnen können alle Stipendiatinnen der Femtec, Femtec-Alumnae und weitere Persönlichkeiten sein, die sich überdurchschnittlich für die Ziele des Femtec-Netzwerkes einsetzen. Der Preis wird während des Sommerfestes des Femtec-Netzwerkes verliehen. Seit 2018 heißt der Preis Felicitas-Engagementpreis und wird direkt vom Femtec.Alumnae e. V. vergeben.

### Preisträgerinnen
- 2010: Karina Metzdorf, Johanna Altenhoff, Anja Wätjen (gestiftet von Daimler)
- 2011: Stefanie Heine, Pia Pohlmann-Delbridge, Ariane von Wintzingerode, Christina Werner (gestiftet von der Femtec.GmbH)
- 2012: Daniela Dirnberger, Michaela Laupheimer, Corina Reitter, Antonia Wagner (gestiftet von der Airbus Group)
- 2013: Anne Bergmann, Julia Günther, Karin Heil, Ursula Smolka (gestiftet von Porsche)
- 2014: Céline Geiger, Julia Ledergerber, Rebecca Schuster, Zäzilia Seibold (gestiftet von E.On)
- 2015: Sandra Flügge, Ellen Wieland, Maria Böhm, Anne-Catrin Ludwig (gestiftet von Thyssenkrupp)
- 2016: Nora Toutaoui, Anna-Lena Rojan, Angela Heykamp, Annegret Frenzel (gestiftet von Porsche AG)
- 2017: Luise Kranich, Petra Foith-Förster, Anne-Richter-Brauns, Beate Langer (gestiftet von der Femtec.GmbH)
- 2018: Madlen Hopp, Ines Röbbecke, Projekt Homepage Reloaded, Projekt Girls Macht MI(N)T (gestiftet vom Femtec.Alumnae e. V.)
- 2020: Katharina Helten, Julie Assiamah, Verena Klapdor, Christin Herber (gestiftet vom Femtec.Alumnae e. V.)

(Quelle:)